# Flora (stacja metra)
Flora – stacja linii A metra praskiego (odcinek II.A), położona w dzielnicy Vinohrady, po wschodniej stronie skrzyżowania Vinohradská – Jičínská, pod Cmentarzami Olszańskimi i centrum handlowym Palác Flora.